# Fernand Fox
Pour les articles homonymes, voir Fox.
Fernand Fox, né le 26 janvier 1934 à Bollendorf-Pont et mort le 23 septembre 2024, est un acteur luxembourgeois de théâtre et de cinéma.

## Biographie
Fernand Fox naît le 26 janvier 1934 à Bollendorf-Pont. Sa mère, Margreth Schmit est allemande, et son père, Alfred Fox, est luxembourgeois.
Après avoir quitté l'école, il sert dans l'armée.
Il travaille à la Banque internationale à Luxembourg, puis dans le groupe sidérurgique Aciéries Réunies de Burbach-Eich-Dudelange jusqu’en 1981. Par la suite il ouvre un café où il y travaille jusqu’à sa retraite.
En 1956 il monte sur les planches du Stater Casino. Ensuite, pendant trois ans, il étudie le théâtre au Conservatoire d’État. Fernand Fox est membre du Théâtre Luxembourg pendant dix ans.
En 2010 il reçoit le prix du meilleur acteur lors du 61e festival des courts métrages de Montecatini en Toscane. En 2019 il est fait Commandeur de l'ordre de Mérite du grand-duché de Luxembourg.
Fernand Fox meurt le 23 septembre 2024 à l'âge de 90 ans.